# میگوهای راستین
میگوهای راستین یا میگوهای کاریدی (نام علمی: Caridea) که معمولاً با نام میگو کاریدی شناخته می‌شود، نام یک فروراسته‌ی میگو است که هم در آب شیرین و هم در آب شور توانایی زیستن دارد.